# Macrobathra solidilatata
Macrobathra solidilatata (лат.) — вид роскошных молей рода Macrobathra (Cosmopterigidae). Эндемик Китая. Видовой эпитет нового вида образован от латинских solus и dilatatus, обозначающих левый брахиум социуса, расширенный дистально перед вершиной в гениталиях самца.

## Распространение
Встречается в Юго-Восточной Азии: Китай, провинции Гуйчжоу и Хайнань, Гуанси-Чжуанский автономный район.

## Описание
Мелкие молевидные чешуекрылые, размах крыльев около 1 см (7,5-8,0 мм). Вид сходен с M. afflata тем, что имеет асимметричные соции в гениталиях самца. Отличить его можно по тегуле с белым пятном, а в гениталиях самца — по симметричной вальве равномерной ширины. У M. afflata тегула лишена белого пятна, дистальная половина левой вальвы расширена эллиптически, а правая вальва слегка расширена перед вершиной. Переднее крыло темно-коричневое; суббазальная фасция беловатая, субтреугольная, расширена от 1/6 костального края до складки, затем равномерно широкая от складки до 1/7 — 1/3 спинного края; белое пятно на 1/2 и 5/6 костального края, а также на торнусе, торнальное пятно самое крупное; бахромка темно-коричневая. Задние крылья и бахрома коричневые. Передние лапки белые дорсально, темно-коричневые вентрально, кроме тазиков с белыми чешуйками, тазик белый на вершине; средние лапки с бедром желтовато-белые, голени и тазик белые с примесью черного дорсально, темно-коричневые вентрально, кроме голеней и первого тарзомера, окольцованного белым в основании и на вершине, пятый тазик белый. Задние лапки желтовато-белые на внутренней поверхности, голени смешанные с темно-коричневыми чешуйками, темно-коричневые на внешней поверхности, кроме бедра желтовато-белые, окольцованы белым на 1/6 и вершине голеней, а также на вершине каждого тарзомера.  Лабиальные щупики с третьим сегментом длиннее второго, антенна с удлинённым скапусом.